# Historia primitiva

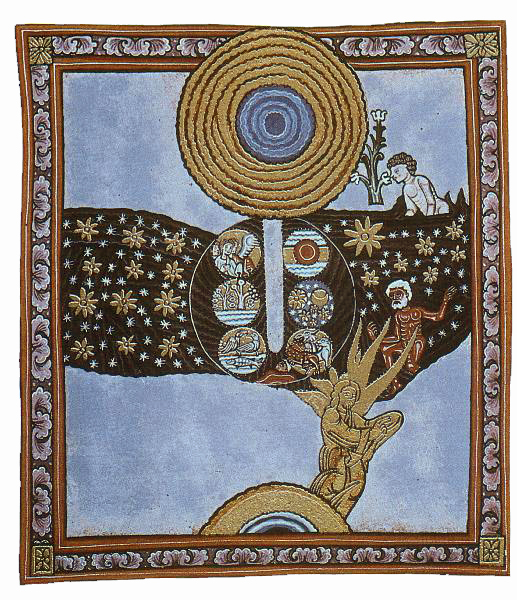
Los seis días de la creación.

La historia primitiva, el nombre dado por los eruditos bíblicos a los primeros once capítulos del libro del Génesis, es una historia de los primeros años de existencia del mundo.
Cuenta cómo Dios crea el mundo y todos sus seres y coloca al primer varón y a la primera mujer (Adán y Eva) en su Jardín del Edén, cómo la primera pareja es expulsada de la presencia de Dios, del subsiguiente primer asesinato, y la decisión de Dios de destruir el mundo y salvar solo al justo Noé y sus hijos; una nueva humanidad desciende de estos hijos y se extiende por todo el mundo pero, aunque el nuevo mundo es tan pecaminoso como el anterior, Dios ha resuelto nunca más destruir el mundo por el diluvio, y la historia termina con Taré, el padre de Abraham, de quien descenderá del pueblo escogido de Dios.

## Estructura y contenido
La historia contiene algunas de las historias más conocidas de la Biblia más una serie de genealogías, estructuradas en torno a la repetición quíntuple de la fórmula toledot («Estas son las generaciones de [...]»):
- El toledot del cielo y la tierra (Génesis 1:1-4:26):
  - La narrativa de la creación del Génesis (el Hexamerón combinado o la historia cósmica de la creación de seis días de Génesis 1 y la historia de la creación centrada en los humanos de Génesis 2).
  - La narrativa del Edén (la historia de Adán y Eva y cómo llegaron a ser expulsados de la presencia de Dios).
  - Caín y Abel y el primer asesinato.

- El libro del toledot de Adán (Génesis 5:1-6:8) (el hebreo incluye la palabra «libro»):
  - La primera de dos genealogías del Génesis, los descendientes de Caín, quienes inventan varios aspectos de la vida civilizada.
  - La segunda genealogía, los descendientes de Set, el tercer hijo de Adán, cuya línea lleva a Noé y a Abraham.
  - Los Hijos de Dios que se juntan con las «hijas de los hombres»; los nefilim, «varones de renombre»; las razones de Dios para destruir el mundo (primer relato).

- El toledot de Noé (Génesis 6:9-9:28):
  - Las razones de Dios para traer el Diluvio (segundo relato), su advertencia a Noé y la construcción del Arca.
  - La narrativa del diluvio del Génesis en la que el mundo es destruido y recreado.
  - El pacto de Dios con Noé, en el que Dios promete nunca más destruir el mundo con agua.
  - Noé el labrador (la invención del vino), su embriaguez, sus tres hijos y la maldición de Cam.

- El toledot de los hijos de Noé (Génesis 10:1-11:9):
  - La Tabla de las Naciones (los hijos de Noé y los orígenes de las naciones del mundo) y cómo llegaron a ser esparcidos por la Tierra a través de la Torre de Babel.

- El toledot de Sem (Génesis 11:10-26):
  - Los descendientes de Noé en el linaje de Sem hasta Taré, el padre de Abraham.

## Composición